# Riesenfischer
Der Riesenfischer (Megaceryle maxima) ist der größte Eisvogel auf dem afrikanischen Kontinent; von der in ihrem Ursprungsgebiet unverwechselbaren Art werden zwei Unterarten (Megaceryle maxima maxima und Megaceryle maxima gigantea) beschrieben.

## Merkmale

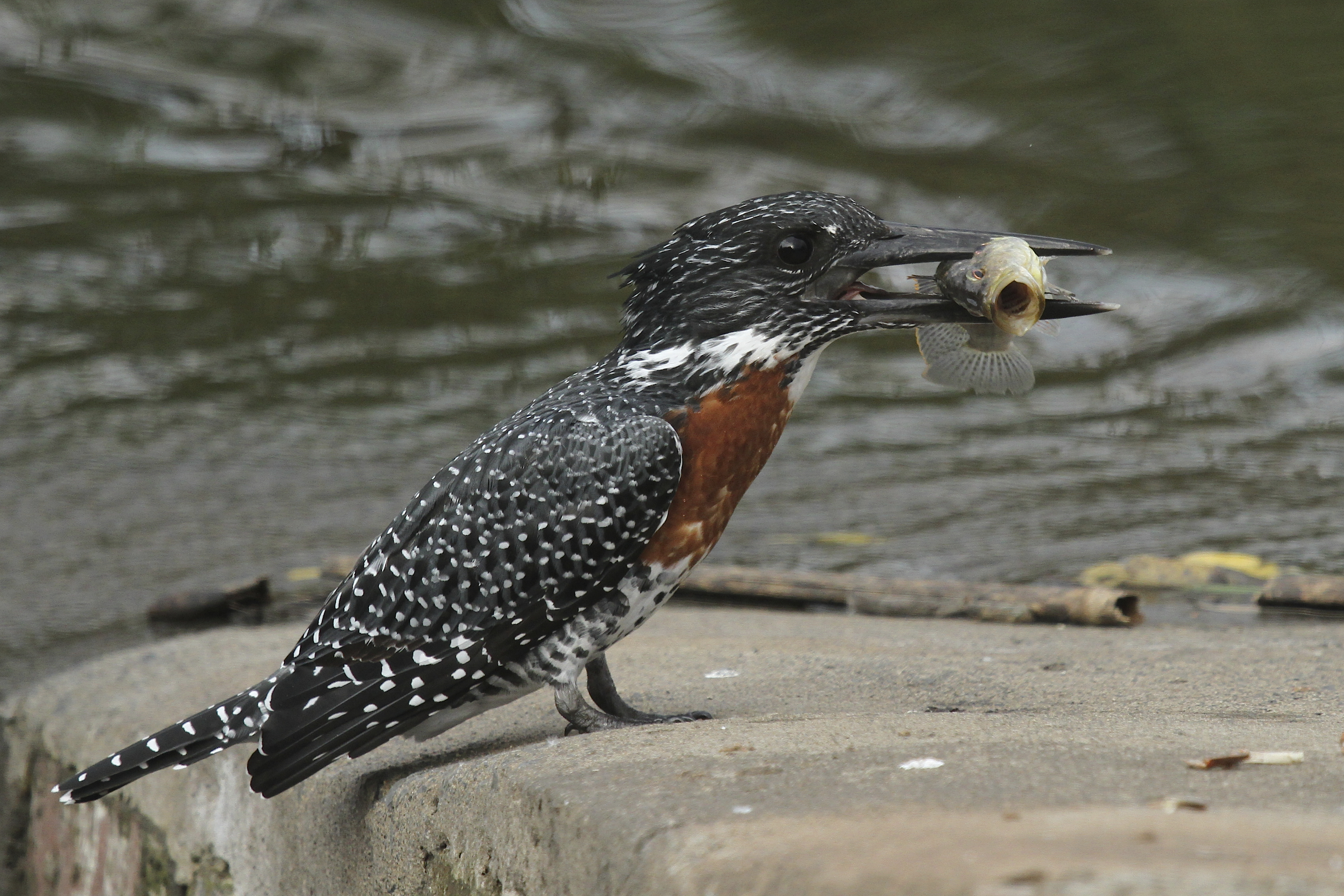
Riesenfischer mit gefangenem Fisch

Der Riesenfischer gehört zu den größeren Eisvögeln und erreicht eine Größe von 46 cm. Kopf und Flügeloberseiten sind grau-weiß gesprenkelt. Das Männchen hat einen rostbraunen Fleck am Hals. Das Weibchen hat eine rostbraune Brust. Ihre Flügelunterseiten sind im vorderen Bereich ebenfalls rostbraun gefärbt.

## Vorkommen
Das Verbreitungsgebiet des Riesenfischers liegt in Afrika südlich der Sahara. Es reicht von Senegal und Äthiopien im Norden bis nach Südafrika im Süden. Er lebt an Flüssen und Gewässern mit günstigen Ansitzmöglichkeiten zur Jagd nach Fischen, Krebsen und Amphibien.